# (10735) Seine
(10735) Seine est un astéroïde de la ceinture principale.

## Description
(10735) Seine est un astéroïde de la ceinture principale. Il fut découvert par Eric Walter Elst le 15 février 1988 à l'ESO. Il présente une orbite caractérisée par un demi-grand axe de 2,37 UA, une excentricité de 0,141 et une inclinaison de 3,64° par rapport à l'écliptique.
Il fut nommé d'après la Seine, fleuve de France.

## Compléments